# 3089 Oujianquan
3089 Oujianquan eller 1981 XK2 är en asteroid i huvudbältet som upptäcktes den 3 december 1981 av Purple Mountain-observatoriet i Nanjing, Kina. Den är uppkallad efter Ou Jianquan.
Asteroiden har en diameter på ungefär 35 kilometer.